# Моралес-де-Рей
Моралес-де-Рей (ісп. Morales de Rey) — муніципалітет в Іспанії, у складі автономної спільноти Кастилія-і-Леон, у провінції Самора. Населення — 661 особа (2010).
Муніципалітет розташований на відстані близько 250 км на північний захід від Мадрида, 65 км на північ від Самори.
На території муніципалітету розташовані такі населені пункти: (дані про населення за 2010 рік)
- Моралес-де-Рей: 545 осіб
- Весілья-де-ла-Польвороса: 116 осіб

## Демографія
Динаміка населення (INE ):